# Люмінол
Люмінол — органічна сполука з формулою C8H7N3O2.
Має вигляд білих або біло-жовтих кристалів. Добре розчинна у полярних органічних розчинниках, практично нерозчинна у воді. Люмінол є речовиною, здатною до хемолюмінісценції.
Реагує з залізом, яке міститься в крові, а також деякими окислювачами. Завдяки цій властивості використовується криміналістами для виявлення крові.
Більшість джерел надають інформацію, що вперше синтез люмінолу було здійснено в Німеччині в 1902 році. У дійсності ж люмінол було відкрито значно раніше, приблизно в 1853 році. Досліджений він був у 1928.

## Отримання
В лабораторних умовах люмінол може бути отриманий в результаті двостадійного синтезу, виходячи з 3-нітрофталевої кислоти. Першою стадією є її нагрівання з гідразином у висококиплячому органічному розчиннику, такому як, наприклад, триетиленгліколь. В результаті реакції конденсації утворюється гетероциклічна система 5-нітрофталілгідразиду. Нітрогрупа цієї сполуки може бути відновлена за допомогою NaHSO3 чи сульфіду амонію, даючи в результаті люмінол.